# Phil Spector
Phil Spector, rodným jménem Harvey Phillip Spector, (26. prosince 1939 New York – 16. ledna 2021 Kalifornie) byl americký hudební producent.
Jako producent spolupracoval převážně s dívčími vokálními skupinami, jako jsou The Crystals nebo The Ronettes. Později byl producentem alba Let It Be britské skupiny The Beatles a produkoval také album End of the Century punkové skupiny Ramones.
Jeho manželkou byla několik let zpěvačka Ronnie Spectorová. V roce 1989 byl uveden do Rock and Roll Hall of Fame. V roce 2003 zastřelil herečku Lanu Clarkson, za což byl roku 2009 odsouzen k devatenácti letům vězení.